# Chuyến bay 1354 của UPS Airlines
Chuyến bay 1354 của UPS Airlines (5X1354/UPS1354) là một chuyến bay chở hàng theo lịch trình từ Louisville, Kentucky, đến Birmingham, Alabama. Vào ngày 14 tháng 8 năm 2013, chiếc Airbus A300 bay trên tuyến đường này đã bị rơi và bốc cháy ngay gần đường băng khi tiếp cận Sân bay quốc tế Birmingham–Shuttlesworth. Cả hai phi công được xác định là đã thiệt mạng tại hiện trường vụ tai nạn. Họ là những người duy nhất trên máy bay. Đây là vụ tai nạn máy bay chết người thứ hai đối với UPS Airlines.

## Máy bay và phi hành đoàn

### Máy bay
Chiếc máy bay gặp nạn là một chiếc Airbus A300F4-622R đã 10 năm tuổi, được đăng ký với số hiệu N155UP. Nó được xây dựng vào năm 2003; UPS nhận hàng vào tháng 2 năm 2004. Nó được trang bị động cơ Pratt & Whitney PW4000. Tại thời điểm gặp nạn, nó đã tích lũy được khoảng 11.000 giờ bay trong 6.800 chu kỳ bay (một chu kỳ bay là một lần cất cánh và hạ cánh).:19–33

### Phi hành đoàn
Cơ trưởng của chuyến bay 1354 là Cerea Beal, Jr., 58 tuổi. Trước khi được UPS tuyển dụng, Beal đã được TWA thuê làm kỹ sư bay và sau đó là cơ phó trên chiếc Boeing 727. Ông được UPS thuê vào tháng 10 năm 1990 với tư cách là kỹ sư chuyến bay 727 và trở thành cơ phó của 727 vào tháng 8 năm 1994.  Hai lần, vào năm 2000 và một lần nữa vào năm 2002, Beal bắt đầu và sau đó rút khỏi khóa đào tạo để nâng cấp lên cơ trưởng trên 727. Anh chuyển sang A300 với tư cách là cơ phó vào năm 2004 và sau đó là một cơ trưởng vào năm 2009. Vào thời điểm xảy ra tai nạn, anh ấy đã tích lũy được 6.406 giờ bay tại UPS, 3.265 trong số đó là trên A300.
Cơ phó là Shanda Fanning, 37 tuổi. Fanning được UPS thuê vào năm 2006 với tư cách là kỹ sư bay trên 727. Cô trở thành cơ phó trên Boeing 757 vào năm 2007, sau đó chuyển sang Boeing 747 vào năm 2009. Cô bắt đầu bay A300 vào tháng 6 năm 2012. Vào thời điểm xảy ra tai nạn, cô đã tích lũy được tổng cộng 4.721 giờ bay, trong đó có 403 giờ trên A300.

## Tai nạn
Máy bay đã bị rơi vào khoảng 04:47 giờ địa phương (CDT, 09:47 UTC) khi thực hiện phương pháp tiếp cận không chính xác của bộ định vị đối với đường băng 18 tại Sân bay Quốc tế Birmingham–Shuttlesworth. Nó chặt cây và đập đất ba lần lên dốc. Thân máy bay bị vỡ ra, với phần mũi nằm cách điểm va chạm ban đầu khoảng 200 yd (180 m) và phần còn lại của nó cách xa hơn khoảng 80 yd (70 m) về phía đường băng và khoảng 1 kilômét (0,6 mi) từ mép của nó và bắt lửa. Cả hai thành viên phi hành đoàn đều thiệt mạng trong vụ tai nạn.

## Điều tra

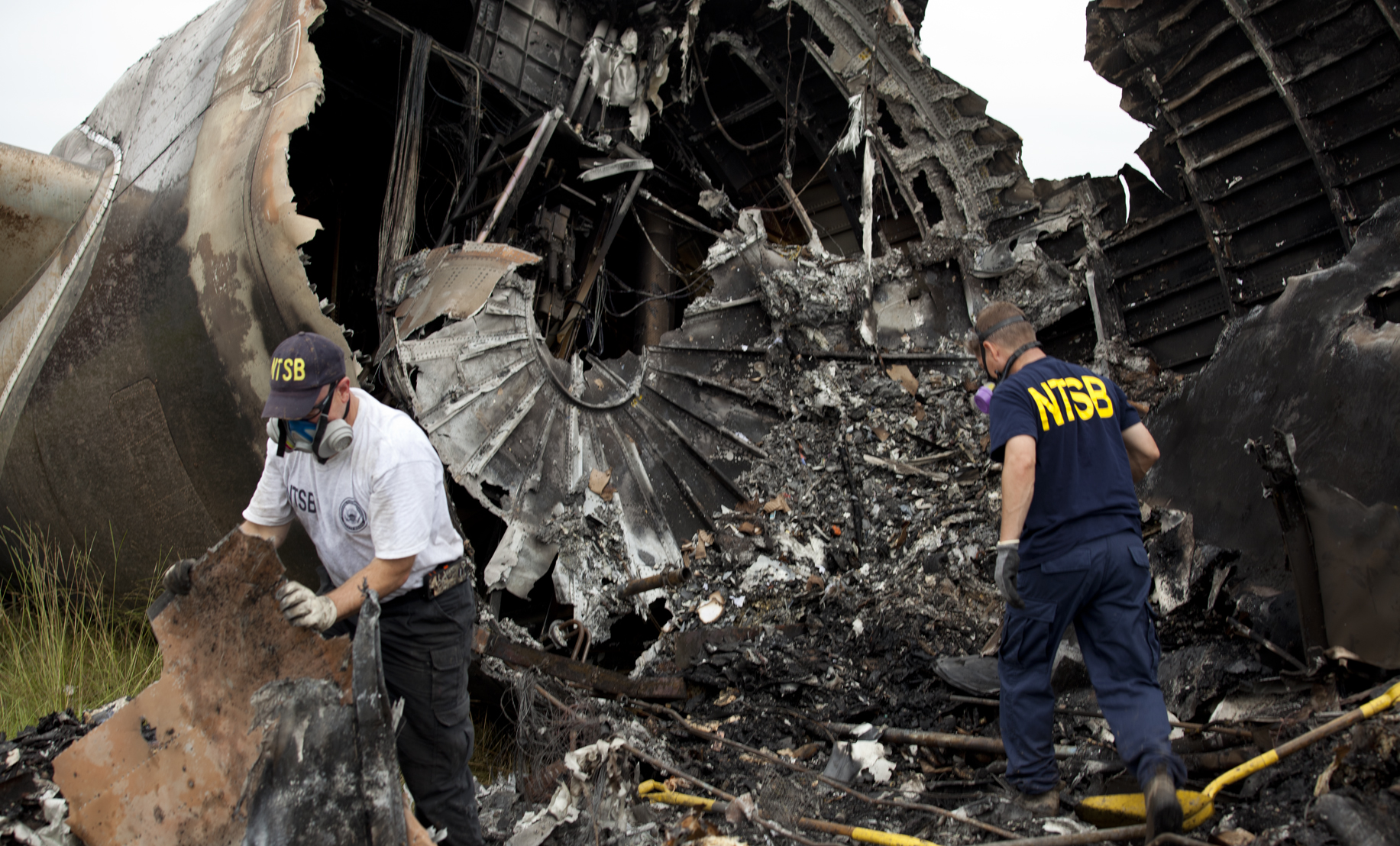
Các nhà điều tra NTSB kiểm tra đống đổ nát tại địa điểm vụ tai nạn

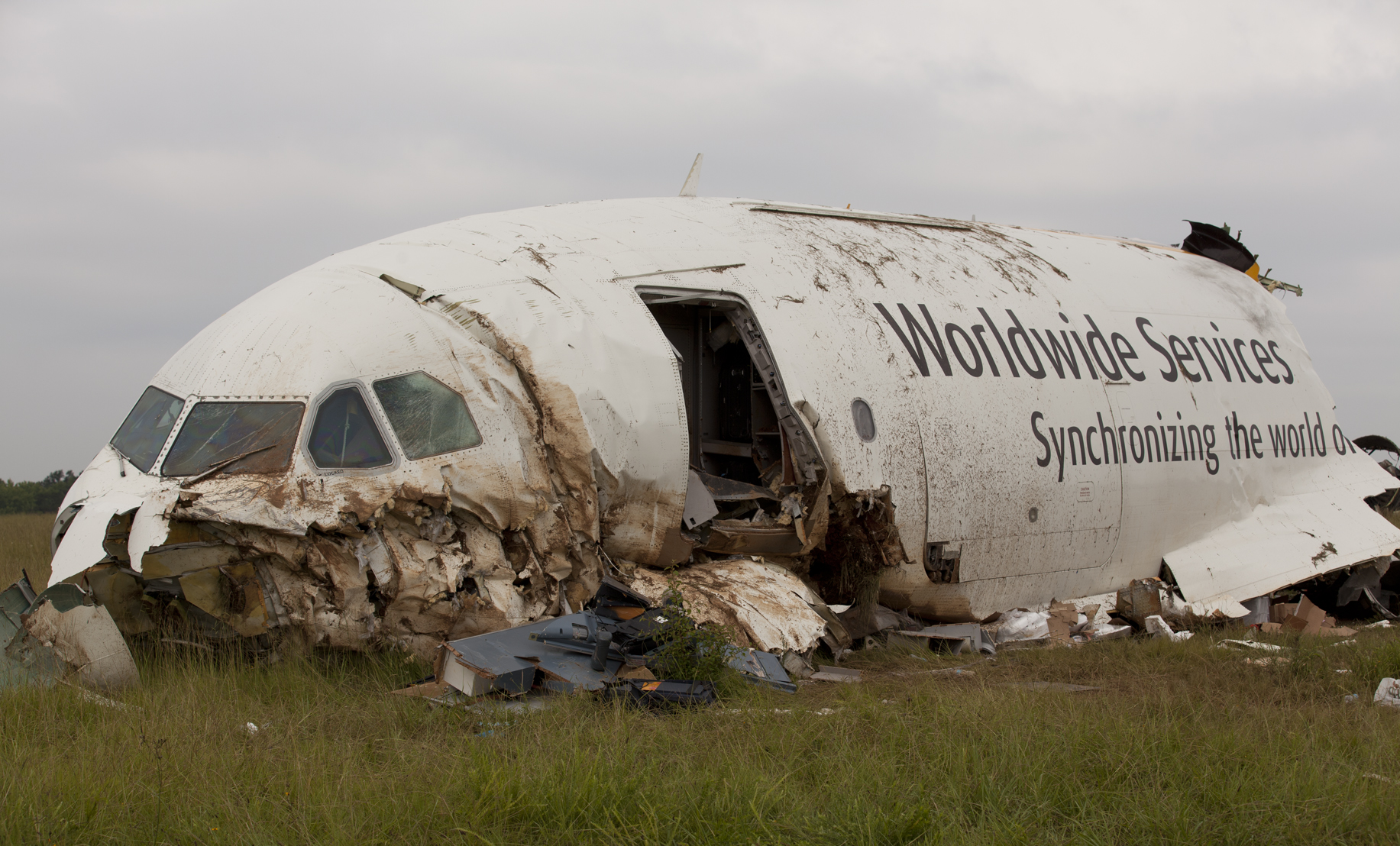
Phần đầu và mũi máy bay

Ủy ban An toàn Giao thông Quốc gia (NTSB) đã mở một cuộc điều tra và cử một đội gồm 26 thành viên đến hiện trường vụ tai nạn để thu thập bằng chứng dễ hỏng. Máy ghi âm buồng lái (CVR) và máy ghi dữ liệu chuyến bay (FDR) đã được phục hồi vào ngày hôm sau và gửi đi phân tích.
Tại cuộc họp báo thứ ba của họ vào ngày 16 tháng 8 năm 2013, NTSB báo cáo rằng phi hành đoàn đã thông báo tóm tắt về cách tiếp cận đường băng 18 và được kiểm soát không lưu cho phép hạ cánh hai phút trước khi kết thúc đoạn ghi âm. Vào 16 giây trước khi kết thúc quá trình ghi, hệ thống cảnh báo khoảng cách gần mặt đất (GPWS) của máy bay phát ra hai cảnh báo "tốc độ chìm", nghĩa là máy bay đang hạ độ cao quá nhanh. Ba giây sau, Cơ trưởng Beal báo cáo đã nhìn thấy đường băng, điều này đã được xác nhận bởi Sĩ quan thứ nhất Fanning. CVR đã ghi lại âm thanh của vụ va chạm đầu tiên với cây cối 3 giây sau khi các phi công báo cáo đã nhìn thấy đường băng. Cảnh báo "địa hình quá thấp" cuối cùng của GPWS sau đó đã được ghi lại, tiếp theo là âm thanh va chạm cuối cùng.
Để đại diện cho quốc gia sản xuất, cơ quan điều tra tai nạn hàng không của Pháp, Cục Điều tra và Phân tích An toàn Hàng không Dân dụng (BEA), với sự hỗ trợ của các cố vấn kỹ thuật của Airbus, đã tham gia vào cuộc điều tra. Các thành viên của Nhóm phản hồi bằng chứng FBI cũng hỗ trợ NTSB. NTSB đã tuyên bố vào cuối tháng 8 rằng không có bất thường cơ học nào được phát hiện, nhưng cuộc điều tra hoàn chỉnh sẽ mất vài tháng.
Vào ngày 20 tháng 2 năm 2014, NTSB đã tổ chức một phiên điều trần công khai liên quan đến cuộc điều tra của mình. Các đoạn trích từ CVR đã được trình bày, trong đó cả cơ trưởng và cơ phó đều thảo luận về việc họ không ngủ đủ giấc trước chuyến bay.
Vào ngày 9 tháng 9 năm 2014, NTSB thông báo rằng nguyên nhân có thể xảy ra của vụ tai nạn là do phi hành đoàn đã thực hiện một cách tiếp cận không ổn định vào Sân bay Quốc tế Birmingham – Shuttlesworth, trong đó họ không giám sát đầy đủ độ cao của mình. Máy bay hạ độ cao xuống dưới độ cao hạ độ cao tối thiểu khi chưa nhìn thấy đường băng, dẫn đến chuyến bay có kiểm soát vào địa hình cách ngưỡng đường băng khoảng 3.300 ft (1.000 m). NTSB cũng phát hiện ra rằng các yếu tố góp phần gây ra vụ tai nạn là:
1. Phi hành đoàn không định cấu hình và xác minh đúng cách máy tính quản lý chuyến bay cho phương pháp tiếp cận hồ sơ
2. Cơ trưởng không truyền đạt ý định của mình cho cơ phó khi rõ ràng là mặt cắt dọc không được chụp
3. Kỳ vọng của phi hành đoàn rằng họ sẽ thoát ra khỏi đám mây ở độ cao 1.000 ft [300 m] so với mặt đất [do thông tin thời tiết không đầy đủ]
4. Cơ phó không thực hiện các chú thích tối thiểu cần thiết
5. Sự thiếu hiệu quả của cơ trưởng, có thể là do các yếu tố bao gồm, nhưng không giới hạn ở, sự mệt mỏi, mất tập trung hoặc nhầm lẫn, phù hợp với sự thiếu hiệu quả trong quá trình huấn luyện
6. Sự mệt mỏi của cơ phó do mất ngủ cấp tính do quản lý thời gian ngoài nhiệm vụ không hiệu quả của cô ấy[21][22]

## Hậu quả
Vào năm 2014, Hiệp hội Phi công Độc lập đã đệ đơn kiện FAA yêu cầu chấm dứt việc miễn trừ yêu cầu nghỉ ngơi tối thiểu của phi hành đoàn trên máy bay chở hàng. Vào năm 2016, vụ kiện đã bị tòa án ở Washington, DC, bác bỏ, xác định FAA đã hành động hợp lý bằng cách loại các hãng hàng không chở hàng khỏi yêu cầu nghỉ ngơi dựa trên phân tích chi phí so với lợi ích.
Bret Fanning, chồng của Cơ phó Shanda Fanning, đã đệ đơn kiện Honeywell Aerospace vào năm 2014, cáo buộc rằng GPWS của họ được cài đặt trên A300 đã không thể cảnh báo cho các phi công rằng máy bay của họ đang ở gần mặt đất một cách nguy hiểm. Fanning tuyên bố rằng GPWS đã không phát ra âm thanh báo động cho đến một giây sau khi máy bay bắt đầu cắt ngọn cây; tuy nhiên, NTSB đã xác định từ FDR của máy bay rằng GPWS phát ra cảnh báo "tốc độ rơi" khi máy bay ở độ cao 250 ft (76 m) so với mặt đất, 8 giây trước khi va chạm đầu tiên với cây cối.

## Trên truyền hình
Chuyến bay 1354 của UPS Airlines cũng được đề cập trong tập thứ 10 của phần 21 vào Mayday có tựa đề "Deadly Delivery".